# Simon Renucci

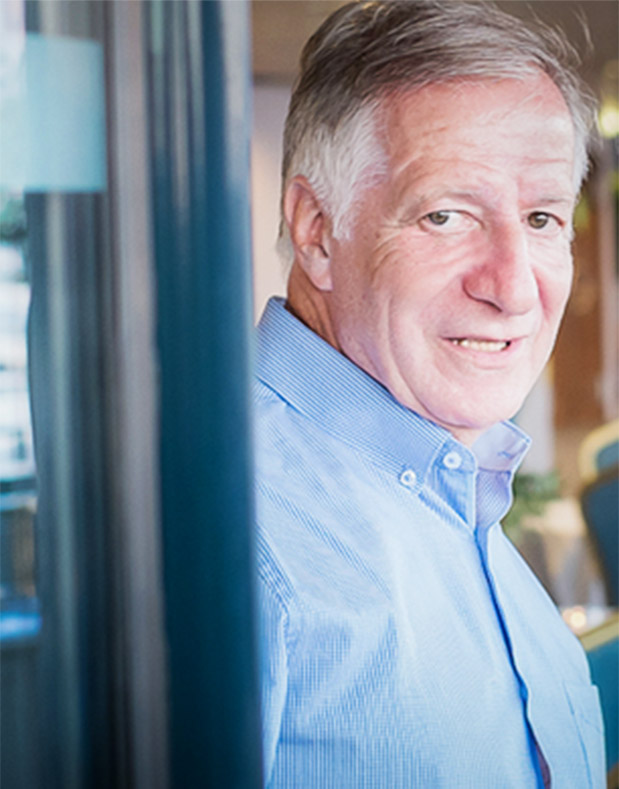
Simon Renucci, 2013

Simon Renucci (* 29. März 1945 in Cozzano) ist ein französischer Politiker.

## Leben
Renucci arbeitete vor seiner politischen Karriere als Kinderarzt.
Er war von 1988 bis 2002 im Territorialrat von Korsika, von 1998 bis 2001 im Generalrat von Corse-du-Sud sowie von 2002 bis 2012 Abgeordneter des ersten Wahlkreises Corse-du-Sud in der französischen Nationalversammlung. Außerdem war er von 2001 bis 2014 Bürgermeister von Ajaccio.
Renucci war von 1998 bis 2002 Mitglied der Regionalversammlung von Korsika und von 2000 bis 2001 Mitglied des Gemeinderates von Ajaccio.